# Sh2-114
Sh2-114, auch fliegender Drache genannt, ist eine HII-Region  im Sternbild Cygnus.
Der Emissionsnebel ist wahrscheinlich etwa 3300 Lichtjahre von der Erde entfernt.